# Alraune (pel·lícula de 1928)
Alraune és una pel·lícula muda sw ciència-ficció i terror del 1928 dirigida per Henrik Galeen i protagonitzada per Brigitte Helm en la qual una prostituta és inseminada artificialment amb el semen d'un penjat. La història es basa en la llegenda d'Alraune. En aquesta versió, la unió sexual blasfèma fa que la descendència (una filla) creixi ràpidament fins a l'edat adulta, es comporti de manera sexualment promiscua i fa que els homes que s'enamoren d'ella no tinguin més que dificultats, dolors i ruïnes financeres, si no la mort.

## Argument
Un professor ric especialitzat en genètica té l'ambició de dur a terme un experiment amb una dona de "baix estatus social", impregnant-la amb una mandràgora. La llegenda creu que la planta brota de la llavor dels presoners penjats. Encarregà al seu jove nebot, Franz, que obtingui una dona de l'"escòria de la societat". Franz recupera de mala gana una prostituta i se li fa l'experiment.
La nena de l'experiment, Alraune, creix fins a convertir-se en una bella dona amb l'ànima corrupta. El Professor l'adopta com a filla seva i l'envia a un convent a estudiar; cola els nuvis al convent i fa bromes a les monges. Utilitzant el seu encant, convenç a un xicot de robar diners als seus pares i fugen junts a bord d'un tren. Mentre fuig, Alraune atrau l'atenció d'un mag de circ; posa un ratolí a la cama d'Alraune per sorprendre-la, però ella no mostra por. El seu xicot gelós ataca el mag, provocant una baralla.
Mentrestant, en assabentar-se de l'experiment, el nebot del professor Franz s'espanta i adverteix al seu oncle sobre les conseqüències de violar les lleis de la natura. Aleshores reben la notícia que Alraune ha desaparegut del convent. Després de mesos de recerca, el professor segueix l'Alraune fins a un circ, on actua com a ajudant del mag però també coqueteja amb el domador de lleons. El professor s'enfronta a l'Alraune al seu vestidor. Espantada per les seves recriminacions, decideix deixar el circ i tornar a casa amb ell.
Alraune és feliç durant un temps en la seva nova vida amb el seu "pare", que s'ha enamorat d'ella i es pregunta si la seva naturalesa promiscua és un efecte de la promiscuïtat de la seva mare. Tanmateix, quan ell li prohibeix casar-se amb un vescomte, ella decideix fugir, i aquella nit descobreix el diari del professor i descobreix els seus orígens. Enfadada amb el seu "pare" per haver-li mentit, abandona el vescomte per poder quedar-se a buscar venjança. L'Alraune continua atraient homes i sedueix el professor, i finalment li revela que coneix els seus orígens antinaturals. Està encantat, ja que s'ha obsessionat; ell escriu al seu diari que o es queda amb ell o la matarà.
La nit següent, el professor i l'Alraune visiten un club de jocs d'atzar. L'estil de vida acomodat de l'Alraune ha esgotat les finances del professor, i ell li demana que s'uneixi a ell a una taula de joc, creient la llegenda que les mandràgores donen sort. Després d'una ratxa de victòries, l'Alraune deixa el professor a la meitat de la ronda i corre a casa per empaquetar les seves coses i escapar. El professor perd els seus guanys i torna a casa per trobar l'Alraune fent les maletes. Li demana que es quedi, vengui les joies que li queden per diners i es mudin a un lloc nou on puguin trobar la felicitat. Ella respon que segur que ho farà, però no amb ell. Enfurismat, el professor agafa un ganivet i persegueix l'Alraune per la casa. Per sort, Franz arriba a temps per evitar que l'ataqui. Franz allunya l'Alraune, deixant el professor condemnat a una vida de solitud i bogeria.

## Repartiment
- Brigitte Helm com Alraune ten Brinken
- Paul Wegener com el professor Jakob ten Brinken
- Iván Petrovich com a Franz Braun
- Wolfgang Zilzer com a Wolfchen
- Louis Ralph com a Der Zauberkünstler
- Hans Trautner com a Der Dompteur
- John Loder com a Der Vicomte
- Mia Pankau com a Die Dirne
- Valeska Gert com a Ein Mädchen von der Gasse
- Georg John com a Der Mörder
- Alexander Sascha com Ein Herr im Coupé
- Heinrich Schroth com a Ein Herr in der Bar

## Llançament
Alraune es va mostrar per primera vegada a Alemanya el 20 de gener de 1928 a Berlín.
A les publicacions estatunidenques, el personatge d'Alraune va ser rebatejat com a Mandrake, la paraula anglesa per a Alraune. Brigitte Helm va tornar a repetir el paper d'Alraune dos anys més tard quan el director Richard Oswald va tornar a fer la pel·lícula (amb so) el 1930.

## Reacció crítica
A partir de ressenyes contemporànies.
El 1928, C. Hooper Trask de The New York Times va escriure, "si t'agrada aquest tipus de coses, trobaràs que és un producte superior. Heinrich Galeen ha dirigit amb imaginació fotogràfica, sense cap mena de dubte que la imatge té atmosfera"; i de Brigitte Helm, "totes les promeses de "Metropolis" aquí es compleixen. A la galeria de vampiresses, que va des de Theda Bara fins a Greta Garbo, permeteu-me afegir-hi l'alemanya Brigitte. Li falta el lloc deliciós de la Greta, però ella li dona més poder i encant. Una mostra eròtica d'una tarda d'allò més atractiva." Una ressenya acreditada a "Trask" a Variety va afirmar que Galeen "extreu tot el suc d'horror de la [història d'Ewers], i Brigitte Helm, la vampira, és almenys al 200 per cent" proclamant de Helm que "Quan algun director estatunidenc donarà una ullada a aquesta noia fascinant i extraordinària. Té una individualitat pròpia.""
A partir de les crítiques retrospectives, Troy Howarth va assenyalar que l'actuació de Brigitte Helm a la pel·lícula va ser "una de les més genuïnament eròtiques de la seva època" i que Galeen hauria de ser "admirat per acostar-se al material d'una manera tan adulta i sofisticada.... Alraune és, després del seu L'estudiant de Praga (1926), la seva pel·lícula més impressionant com a director". Al llibre de Phil Hardy Science Fiction, un crític es va referir a la pel·lícula com la millor de les cinc adaptacions d'Alraune, assenyalant que Galeen permet que una "sexualitat obsessiva impregni tota la textura de la pel·lícula amb una intensitat rarament igualada al cinema mut (excepte potser al Nosferatu de Murnau)".